# Eclissi solare del 14 dicembre 1955
L'eclissi solare del 14 dicembre 1955 è un evento astronomico che ha avuto luogo il suddetto giorno attorno alle ore 7.02 UTC. 
L'eclissi, di tipo anulare, è stata visibile in alcune parti dell'Africa (Ciad, Sudan, Etiopia e Somalia) e dell'Asia (Birmania, Cina, India, Laos, Thailandia e Vietnam).

## Durata estrema
L'eclissi è durata 12 minuti e 49 secondi, avvenuto solo un giorno prima dell'apogeo. Tale eclissi solare anulare è la più lunga nel corso di oltre 29 secoli: dal 17 dicembre 168 al 14 gennaio 3080. Tra tutte le 23740 eclissi solari occorse dal 4000 a.C. al 6000 d.C., 7881 sono anulari e solo 3 di esse sono più lunghe di questa.

## Percorso e visibilità
L'eclissi anulare si è manifestata all'alba locale all'intersezione territoriale tra Africa equatoriale francese (ora parte del Ciad ) e Libia, quindi la pseudo umbra lunare si è diretta a sud-est attraverso l'Africa orientale ed è entrata nell'Oceano Indiano, a circa 80 km ovest dell'atollo di Kolhumadulu. Successivamente, la pseudo umbra ha coperto parte delle isole delle Maldive britanniche e gradualmente ha virato a nord-est, attraversando il Golfo del Bengala meridionale e coprendo parte delle isole Andamane-Nicobare e poi diagonalmente attraverso la penisola indo-cinese, passando per la costa del Mar Cinese Meridionale e Hong Kong. L'eclissi parziale a sud-est ha coperto buona parte del territorio di Taiwan e alcune isole dell'arcipelago Ryūkyū terminando al tramonto nel Mar Cinese Orientale a circa 40 chilometri a nord-ovest dell'isola di Minna, facente parte delle Isole Miyako, sotto l'egida del Giappone.

## Eclissi correlate

### Eclissi colare 1953 - 1956
Questa eclissi è un membro di una serie semestrale. Un'eclissi in una serie semestrale di eclissi solari si ripete approssimativamente ogni 177 giorni e 4 ore (un semestre) in nodi alternati dell'orbita della Luna.

### Ciclo di Saros 141
L'evento fa parte del ciclo di Saros 141, che si ripete ogni circa 18 anni, 11 giorni e 8 ore, comprendente 70 eventi. La serie è iniziata con un'eclissi solare parziale il 19 maggio 1613. Comprende 41 eclissi anulari dal 4 agosto 1739 al 14 ottobre 2460. Non ci sono eclissi totali in questa serie. La serie termina al membro 70 come un'eclissi parziale il 13 giugno 2857. L'eclissi anulare più lunga si è verificata il 14 dicembre 1955, con durata massima di anularità di 12 minuti e 9 secondi. Tutte le eclissi di questa serie si verificano nel nodo ascendente della Luna.

## Osservazioni a fini scientifici
L'osservatorio della Georgetown University, congiuntamente all'aeronautica statunitense, ha approntato diverse stazioni osservative nel mondo per studiare le rifrazioni con angoli zenitali compresi tra 80 ° e 90 °.